# Saint-Mexant
 Saint-Mexant  (en occitano Sent Maissenç) es una comuna y población de Francia, en la región de Lemosín, departamento de Corrèze, en el distrito de Tulle y cantón de Tulle-Campagne-Nord.
Su población en el censo de 2008 era de 1111 habitantes.
Está integrada en la Communauté de communes Tulle et Cœur de Corrèze.

## Demografía
| 658 | 694 | 757 | 916 | 1049 | 1030 | 1111 |
| Para los censos de 1962 a 1999 la población legal corresponde a la población sin duplicidades (Fuente: INSEE [Consultar]) |     |     |     |      |      |      |